# Effeltrich
Effeltrich est une commune de Bavière (Allemagne), située dans l'arrondissement de Forchheim, dans le district de Haute-Franconie.

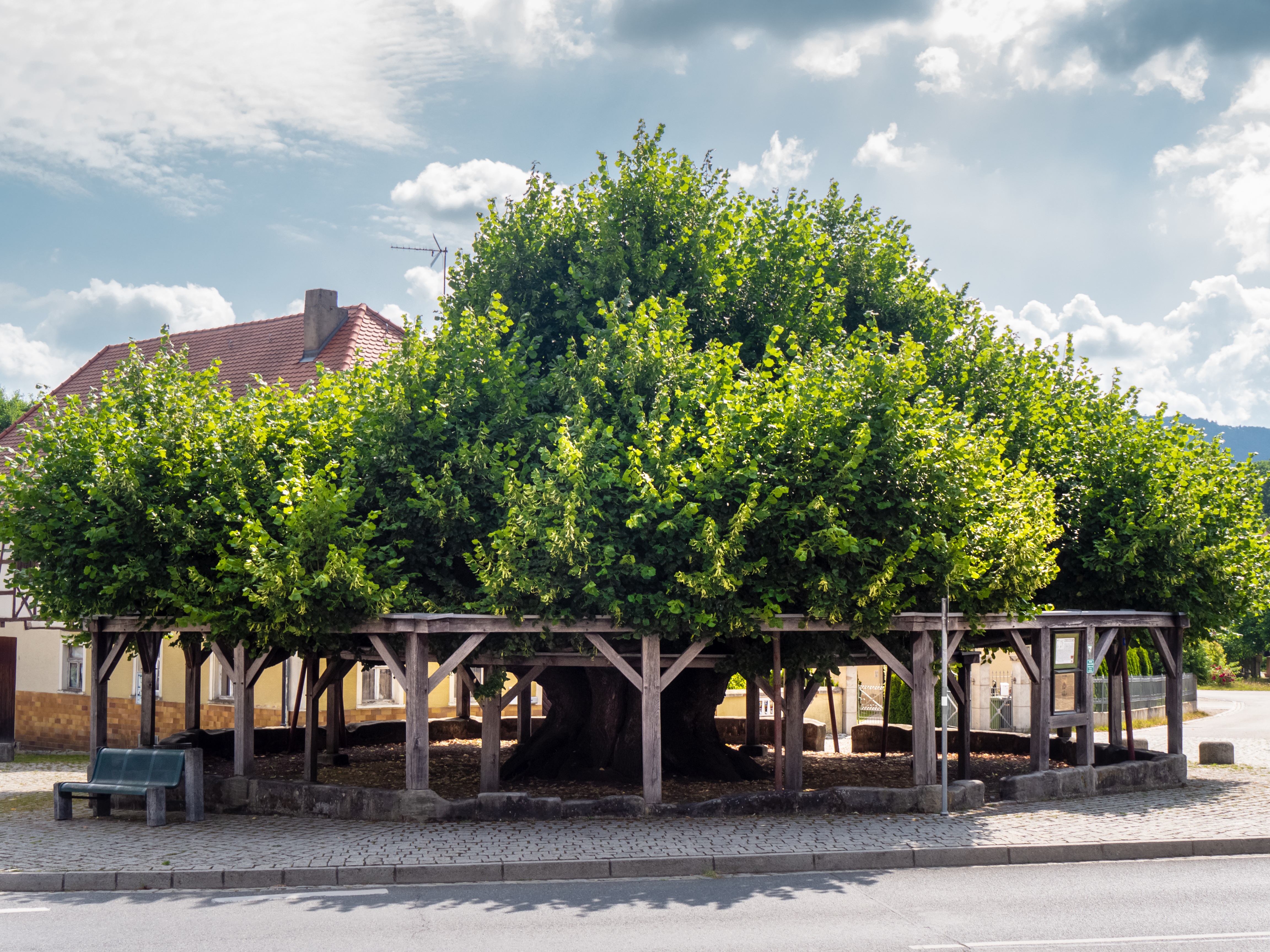
Le tilleul de danse d'Effeltrich